# Zelotes capiliae
Zelotes capiliae este o specie de păianjeni din genul Zelotes, familia Gnaphosidae, descrisă de Alberto Barrion și Litsinger, 1995.
Este endemică în Filipine. Conform Catalogue of Life specia Zelotes capiliae nu are subspecii cunoscute.